# فرانک فونتان
فرانک فونتان (انگلیسی: Franck Fontan؛ زادهٔ ۱۶ سپتامبر ۱۹۷۳) بازیکن فوتبال اهل فرانسه است.
از باشگاه‌هایی که در آن بازی کرده‌است می‌توان به باشگاه فوتبال بوردو اشاره کرد.